# Margreet Wages
Margreet Wages (pseudoniem voor Margaretha Cornelia Loonen van der Linden, Amsterdam 7 juli 1925 - Amstelveen, 13 november 2007) was een Nederlandse schrijfster van meer dan 25 romans en korte verhalen. In 1961 publiceerde zij onder haar eigen naam haar eerste korte verhaal. Vanaf 1986 schreef ze boeken onder haar pseudoniem Margreet Wages.

## Biografie
Margreet Wages bezocht de MMS in Amsterdam-Zuid en deed daarna een opleiding tot analiste. Ze was een fan van de roeisport, een sport die ze zelf ook actief beoefende. In navolging van haar vader W.H. van der Linden (1898-1971), procuratiehouder van de fa. Jacobus Boelen, die eerder al boeken had gepubliceerd: Stamboek der familie Boelen, uitgever De Bussy, Amsterdam, 1958 en Jacobus Boelen 1733-1958, publiceerde zij in 1961 onder haar eigen naam haar eerste korte verhaal De avond is voor rust. Daarna verschenen diverse korte verhalen, een Feuilleton Het grote Postorderbedrijf in het Rotterdams Dagblad en het boek Het dubbele leven van Job Tersteeghe. Daarna richtte zij zich meer op haar gezin en werk in een Academisch Ziekenhuis. Vanaf 1986 schreef ze boeken onder het pseudoniem Margreet Wages, die meteen bij het publiek in goede aarde vielen. Van 1988 tot 2000 woonde ze met haar man, P.O. Loonen, in Altea la Vieja, Costa Blanca, Spanje. In de laatste jaren van haar leven heeft Wages diverse malen een beroerte (CVA) gehad waardoor het schrijven steeds moeilijker werd. In 2007 overleed ze als gevolg van een longontsteking.

## Werk
De boeken van Margreet Wages hebben een psychologische diepgang (Zomer & Keuning, 1996) en gaan steeds over een minderheidsgroep, "over mensen met problemen of handicaps die door buitenstanders té vaak niet begrepen worden (Uitkrant, M.Wages, 1990) " zoals diabetes, anorexia nervosa, dementie, amputatie en andere trauma's. In haar boeken biedt ze geen pasklare oplossingen aan maar de boodschap is dat er altijd kansen zijn zelfs waar je ze niet verwacht. Haar boeken hadden vrijwel altijd een happy end. 
Margreet Wages bleef doorschrijven totdat het door haar ziekte niet meer mogelijk was. Schelpenstrand en Zilte Zoenen verschenen postuum in 2008 en 2009 bij uitgeverij Westfriesland.

### Romans
- Het dubbele leven van Job Tersteeghe, 1962
- Het grote Postorderbedrijf, 1963
- Maar dan Begint het Pas, 1986
- Het Teken aan de Wand, 1988
- Het Leek wel een Sprookje, 1989
- Je zult het zelf moeten doen, 1991
- Niet meer omkijken, 1992
- Maak Je Geen Zorgen, 1994
- Ontspoorde Toekomst, 1995
- 17 Jubileumomnibus, 1995
- Mooie Woorden, 1996
- Een Beschermende Kring, 1999
- 44 Jubileumomnibus, 2000
- Keep Fit, 2003
- Scherven van een Verleden, 2005
- Schelpenstrand(secundair auteur), 2008
- Zilte Zoenen (secundair auteur), 2009

### Korte Verhalen
- De avond is voor rust, 1961
- Mijn Broer Jur, 1961
- Avontuur in de Golven, 1962
- Mijn dochter komt thuis met Pasen, 1964
- De Spookrijders, 1982
- Ze waren allemaal zo redelijk, 1984
- Bootvluchtelingen, 1995